# ريتشارد واشبورن تشايلد
ريتشارد واشبورن تشايلد (بالإنجليزية: Richard Washburn Child)‏ هو دبلوماسي وصحفي أمريكي، ولد في 5 أغسطس 1881 في ورسستر في الولايات المتحدة، وتوفي في 31 يناير 1935.

## وصلات خارجية
- ريتشارد واشبورن تشايلد على موقع IMDb (الإنجليزية)
- ريتشارد واشبورن تشايلد على موقع قاعدة بيانات الفيلم (الإنجليزية)